# Jeune entreprise universitaire
Le statut de jeune entreprise universitaire (JEU), offre des avantages similaire au statut de Jeune entreprise innovante en se focalisant sur la création d'entreprise concrétisant des projets de recherche fondamentale ou appliquée.
Les conditions d'accès sont les mêmes que pour les JEI à la différence que l'entreprise doit :
- se manifester dans les 10 premiers mois de la création de l'entité ;
- être dirigée ou détenue directement à hauteur de 10 % au moins de son capital, seuls ou conjointement, par : des étudiants, des personnes titulaires depuis moins de 5 ans d'un master ou d'un doctorat, des personnes affectées à des activités d'enseignement ou de recherche.
- avoir une convention avec un établissement d'enseignement supérieur (pour une durée de 3 ans, renouvelable) dont l'objet est de préciser les conditions dans lesquelles s'effectuera la valorisation des travaux de recherche.

## Projets visés
- la recherche fondamentale : analyse des propriétés et structures des phénomènes physique et naturels en vue d'organiser les faits dégagés de cette analyse en théories interprétatives ;
- la recherche appliquée : discernement des applications possibles de la

recherche fondamentale et construction d'un modèle (produit, service, méthodologie, processus) ;
- le développement expérimental effectué avec l'élaboration de prototypes ou d'installations pilote ;
- la construction d'un prototype ;
- la phase de faisabilité d'un projet de recherche et développement ;
- la valorisation des travaux de recherche d'un établissement d'enseignement supérieur.